# Deklaracja lojalności
Deklaracja lojalności (potocznie: lojalka) – pisemne zobowiązanie się przez daną osobę do przestrzegania określonych przepisów.
Określenia tego używa się zazwyczaj w odniesieniu do dokumentu, do którego podpisania władze PRL nakłaniały działaczy opozycji politycznej w Polsce w okresie stanu wojennego. Oświadczenie to miało następującą treść:

Ja, niżej podpisany oświadczam i zobowiązuję się do zaniechania wszelkiej działalności szkodliwej dla Polskiej Rzeczypospolitej Ludowej, w szczególności do przestrzegania obowiązującego porządku prawnego.

Lojalka nie była zobowiązaniem do współpracy z organami państwa, w tym ze Służbą Bezpieczeństwa, jednak jej podpisanie było rozumiane zarówno przez władze, jak i przez opozycjonistów, jako deklaracja zaprzestania działalności opozycyjnej.